# Ліньхераптор
Ліньхераптор (Linheraptor) — вид теропод родини дромеозаврид (Dromaeosauridae), який мешкав наприкінці крейдового періоду на нинішній території Азії. Він був названий Сюй Сіном та його колегами у 2010 році та охоплює вид Linheraptor exquisitus. Цей птахоподібний динозавр був менше ніж 2 м завдовжки й був знайдений у Внутрішній Монголії. Він відомий за єдиним, майже повним скелетом.

## Дослідження
Він був виявлений у 2008 році у відкладеннях свити Wulansuhai у Внутрішньої Монголії учасниками експедиції Лонг Хао з Інституту палеонтології хребетних і палеоантропології та Інституту геології та палеонтології. Зразки були знайдені у відкладеннях формації Баян Мандаху, а також пізніше у формації Дядохта. Описаний у 2010 році Сюй Сіном (Xu Xing) і його колегами на основі майже повного, добре збереженого кістяка (IVPP V 16923).

## Опис

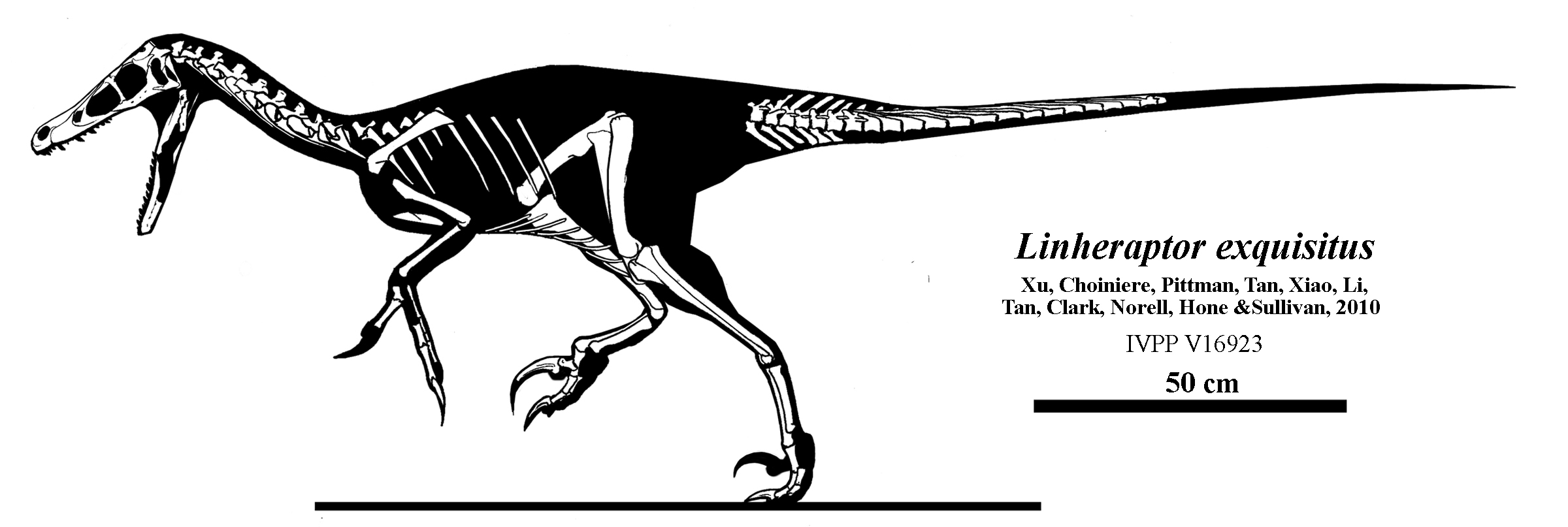
Реконструкція скелета з відомими фрагментами

Ліньхераптор мав невеликий для тероподів розмір, але відповідний з іншими азійськими пізньокрейдяними дромеозаврами. Голотип сягав близько 1,8 метра завдовжки, з яких 22,5 см припадав на череп. Розрахункова вага приблизно 25 кг.
Будова тіла Linheraptor exquisitus подібна до Tsaagan mangas — обидва ці таксони об'єднують деякі особливості черепа, у тому числі велике вікно, розташоване в передній частині нижньої щелепи. Вилична кістка з'єднувалась з лускатою кісткою таким чином, що очна ямка не була в контакті з підскроневим отвором. Ці особливості дозволяють припустити, що Linheraptor і Tsaagan є сестринськими таксонами і у пізній крейді створили окрему еволюційну лінію азійських дромеозаврид. Senter (2011) і Turner, Makovicky і Norell (2012) приводять аргументи, що Linheraptor exquisitus є молодшим синонімом для Tsaagan mangas.

## Етимологія

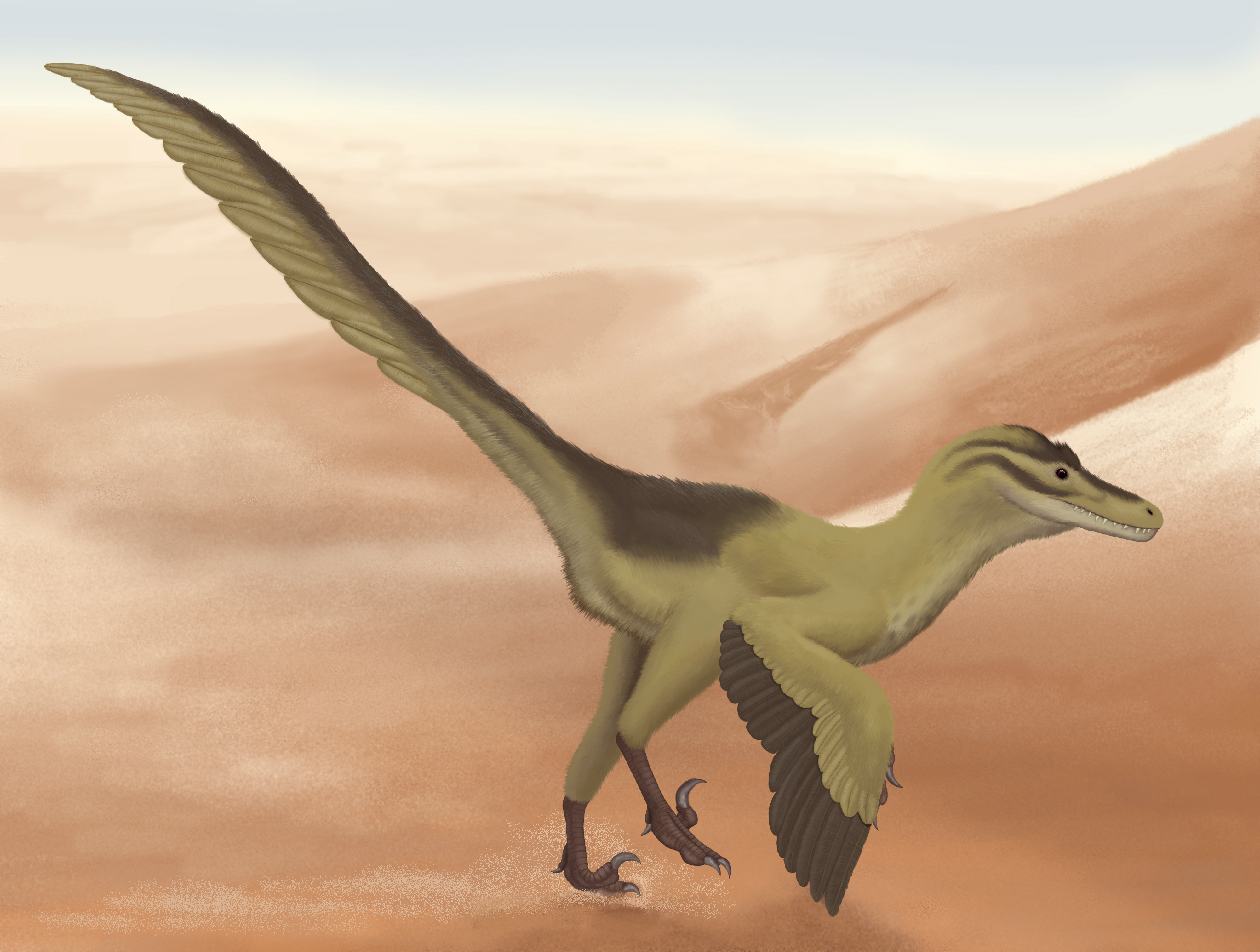
Художня реконструкція

Етимологічно родова назва Linheraptor походить від міста Ліньхе, недалеко від якого був виявлений голотип, і слова Raptor, що означає «хижак». Видова назва типового виду exquisitus, вказує на відмінний стан збереження голотипа. Ліньхераптор є п'ятим — після Velociraptor mongoliensis, V. osmolskae, Tsaagan mangas і Mahakala omnogovae — представником дромеозаврид, чиї скам'янілості були виявлені у верхній крейді формації Дядохта або відповідних до нього відкладеннях у Китаї та Монголії.